# Isola delle Bisce
L'isola delle Bisce è un'isola nella costa nord-orientale della Sardegna, in Gallura, facente parte dell'arcipelago di La Maddalena e situata a sud di Caprera. Di forma grossomodo ovale è una formazione granitica che si estende per una superficie totale di circa 0,32 km² e ha una quota massima di 22 metri s.l.m.

## Ambiente e turismo
Abbastanza dissimile dalle altre isole della Gallura per via delle sue scogliere ripide, fa anch'essa parte, come l'intero arcipelago, del parco nazionale dell'Arcipelago di La Maddalena e del parco internazionale delle Bocche di Bonifacio. Sull'isola nidificano numerosi uccelli marini e la sua spiaggia, cala delle Bisce, è meta turistica.